# Anton Fürst
Anton Fürst (* 20. Juni 1940 in Wien; † 25. September 2024) war ein österreichischer Politiker (ÖVP). 

## Ausbildung und Beruf
Anton Fürst wurde als Sohn des Verlagsbuchhändlers Rudolf Fürst und dessen Frau Margaretha geboren. Er besuchte nach der Volksschule das Gymnasium IX. und das Realgymnasium XIX., an dem er 1958 maturierte. Fürst leistete in der Folge seinen Präsenzdienst ab und studierte zwischen 1959 und 1961 Zeitungswissenschaften an der Universität Wien. Fürst arbeitete ab 1960 als freier Mitarbeiter im Österreichischen Wirtschaftsverlag und war von 1961 bis 1963 als Redaktionsaspirant in der Wiener Redaktion der Salzburger Nachrichten beschäftigt. 1963 stieg er zum Redakteur und Ressortleiter für Landes- und Gemeindepolitik bei der Zeitung Volksblatt auf, zwei Jahre später übernahm er als Ressortleiter den Bereich Innenpolitik. 
Fürst wurde mit dem Beginn seines Studiums politisch aktiv und war ab 1964 nebenberuflich als Pressereferent der Wiener ÖVP beschäftigt. 1968 verließ er das Volksblatt und übte die Tätigkeit als Pressereferent hauptberuflich aus. 1974 wurde Fürst Landesparteisekretär der ÖVP Wien und war bis 1976 zudem für die Öffentlichkeitsarbeit der Wiener ÖVP verantwortlich. Fürst hatte seine Funktion als Landesparteisekretär bis 1986 sowie erneut zwischen 1990 und 1992 inne. Zudem arbeitete er ab 1986 als freier Journalist und war ab 1987 Landessekretär des Wiener Seniorenbundes.

## Politik
Fürst war zwischen dem 10. Jänner 1976 und dem 13. November 1978 Mitglied des Bundesrates und wechselte nach der Landtags- und Gemeinderatswahl 1978 auf ein Reststimmenmandat in den Wiener Landtag und Gemeinderat. Fürst wurde am 8. Oktober 1978 als Abgeordneter angelobt und gehörte dem Landtag bis zu seiner Wahl in den Wiener Stadtsenat bzw. die Landesregierung am 27. Mai 1983 an. Fürst blieb auf Grund der absoluten Mehrheit der SPÖ jedoch ohne eigenen Geschäftsbereich. Fürst war bis 9. Dezember 1987 Stadtrat und wechselte im Anschluss wieder in den Landtag und Gemeinderat, dem er zwischen dem 9. Dezember 1987 und dem 22. Juni 1995 angehörte. 
Die politischen Schwerpunkte von Fürst lagen in der Umweltpolitik, wobei er sich für die Sanierung und den Ausbau der Entsorgungsbetriebe Simmering einsetzte. Zudem befürwortete er die Mülldeponie am Rautenweg und war für die getrennte Sammlung und Verwertung von Abfällen aktiv.

## Auszeichnungen
- Großes Silbernes Ehrenzeichen für Verdienste um das Land Wien (1997)[2]